# Marquinhos
Marcos Aoás Corrêa (* 14. květen 1994), známý jako Marquinhos, je brazilský fotbalový obránce a reprezentant, v současné době působí v týmu Paris Saint-Geramin ve francouzské Ligue 1. Hraje na pozici stopera, případně defensivního záložníka či pravého obránce.

## Klubová kariéra
Svou kariéru zahájil v brazilském týmu Corinthians a poté, co vyhrál Pohár osvoboditelů v roce 2012, přestoupil do italského klubu AS Řím za částku okolo 3 milionů euro. Marquinhos se rychle stal členem základní sestavy, pomohl klubu se dostat až do finále Coppa Italia. V červenci 2013 se přesunul do Paris Saint-Germain za 31,4 milionu eur na základě pětileté smlouvy. Stal se tak jedním z nejdražších hráčů mladší 20 let. V klubu získal 22 trofejí, včetně šesti titulů v Ligue 1. Marquinhos se v roce 2014 stal spíše náhradníkem, kvůli příchodu krajana Davida Luize, ten ale v roce 2016 odešel zpátky do anglické Chelsea, a tak se uvolnilo místo v základní sestavě vedle Thiaga Silvy právě pro Marquinhose.
Po odehrání zápasu s Lyonem 9. ledna 2022 se posunul na dělené čtvrté místo v žebříčku fotbalistů s nejvíce starty za pařížský klub. Se 344 soutěžními zápasy vyrovnal Safeta Sušiće a Paula Le Guena a před sebou měl už jen trojici Jean-Marc Pilorget (435 zápasů), Sylvain Armand (380 zápasů) a svého spoluhráče Marca Verrattiho (360 zápasů).

## Reprezentační kariéra
Marquinhos debutoval v Brazilské reprezentaci v roce 2013. Byl součástí týmu na Copa América 2015 a následující rok Copa América Centenario. Získal zlatou medaili na olympijských hrách 2016, zúčastnil se Mistrovství světa ve 2018 v Rusku a následně i Copa América 2019, kde s týmem získal titul.

## Úspěchy

### Individuální
- Tým roku Ligue 1 podle UNFP – 2017/18,[5] 2018/19,[6] 2020/21[7]
- Sestava sezóny Ligy mistrů UEFA – 2019/20,[8] 2020/21[9]